# 浦田秀次郎
浦田 秀次郎（うらた しゅうじろう、1950年2月22日 - ）は、日本の経済学者。専門は、国際経済学・開発経済学・産業組織論・アジア経済論。学位は、Ph.D.（スタンフォード大学・1978年）。早稲田大学名誉教授。

## 人物
埼玉県出身。ジョセフ・E・スティグリッツ（元世界銀行上級副総裁、ノーベル経済学賞受賞者）門下。2009年度まで、東京大学公共政策大学院において、「国際貿易政策」の講義を担当した。
FTA（自由貿易協定）・EPA（経済連携協定）をめぐる問題に詳しく、日本の果たすべき役割も含め、新聞紙上やシンポジウム等を通じ積極的に発言を行っている。 また、内閣府・経済財政諮問会議に設置された「EPA・農業ワーキンググループ」では主査を務めた。

## 経歴
1969年に慶應義塾志木高等学校を卒業し、慶應義塾大学経済学部の深海博明のゼミで経済学を学び、1973年に卒業する。卒業論文の「発展途上諸国における経済統合」では、1967年に設立された東南アジア諸国連合における域内統合の経済効果を分析した。鳥居泰彦に習った回帰分析を用いた計量分析を行っていると述べている。
1976年にスタンフォード大学経済学部大学院研究科で修士号を取得し、1978年に同大学で博士号を取得する。博士論文では、応用一般均衡モデルを用いて貿易政策の効果を検証した。
1978年から1981年までブルッキングス研究所研究員、1981年から1986年まで世界銀行エコノミストを務める。1986年に早稲田大学社会科学部に専任講師として着任し、1988年に助教授、1994年に教授となる。1995年から日本経済研究センター主任研究員、1995年から1999年まで経済企画庁経済研究所客員主任研究員を務める。1997年から1999年まで国民金融公庫総合研究所所長を務める。2001年から経済産業研究所ファカルティ・フェロー、2005年から早稲田大学大学院アジア太平洋研究科教授となる。2006年から東京経済研究センター代表理事となり、2016年から早稲田大学大学院アジア太平洋研究科長となる。2020年に早稲田大学大学院アジア太平洋研究科教授を定年退職する。

## 主な委員・役職歴
- 経済企画庁経済審議会『21世紀世界経済委員会』委員
- 通商産業省『アジア鉄鋼市場と日本鉄鋼業研究会』座長
- 内閣府経済財政諮問会議『グローバル化改革専門委員会』会長代理
- 内閣府経済財政諮問会議『EPA・農業ワーキンググループ』主査
- 内閣府経済財政諮問会議『「日本21世紀ビジョン」に関する専門調査会 グローバル化ワーキンググループ』メンバー
- 外務省『国際経済・金融システム研究会』委員
- 経済産業省産業構造審議会『インフラ・システム輸出部会』部会長
- 経済産業省『独立行政法人評価委員会日本貿易振興機構部会』委員
- 経済産業省『グローバル経済下における国際投資環境を考える研究会』座長
- 経済産業省『アジアPPP (Public-Private Partnership) 政策研究会』座長
- 文部科学省『新学術領域研究専門委員会 比較地域大国論』主査

## 著書

### 単著
- 『国際経済学入門』 （日本経済新聞社［日経文庫］, 1997年）
- 『国際経済学入門』第2版 （日本経済新聞社［日経文庫］, 2009年）

### 共著
- （佐々波楊子） 『サービス貿易――理論・現状・課題』（東洋経済新報社, 1990年）
- （佐々波楊子・河井啓希）　『内外価格差の経済学』（東洋経済新報社, 1996年）
- （小浜裕久）　『世界経済の20世紀――われわれは「賢く」なったか』（日本評論社, 2001年）
- （青木保・白井早由里・福島安紀子・神保謙）　『東アジア共同体と日本の針路』（日本放送出版協会, 2005年）
- 渡辺利夫　『東アジア共同体を考える ―アジア研究所叢書』 （亜細亜大学アジア研究所,2009年）
- （小川英治・澤田康幸）　『はじめて学ぶ国際経済』 （有斐閣アルマ, 2011年）

### 編著
- 『グローバリゼーションで経済はこう変わる――21世紀の日本・アジア・世界』（経済調査会, 1992年）
- 『貿易自由化と経済発展――途上国における生産性分析』（アジア経済研究所,  1995年）
- 『FTAガイドブック』（ジェトロ(日本貿易振興会), 2002年）

### 共編著
- （井上隆一郎・小浜裕久）　『東アジアの産業政策――新たな開発戦略を求めて』（日本貿易振興会, 1990年）
- （大畑弥七）　『アセアン(ASEAN)の経済・日本の役割』（有斐閣, 1992年）
- （中北徹・原田泰）　『なぜ市場開放が必要なのか――新段階をむかえた日本経済』（三田出版会, 1993年）
- （木下俊彦）　『21世紀のアジア経済――危機から復活へ』（東洋経済新報社, 1999年）
- （木下俊彦）　『アジア経済――リスクへの挑戦』（勁草書房, 2000年）
- （小浜裕久）　『東アジアの持続的経済発展』（勁草書房, 2001年）
- Winning in Asia, Japanese Style: Market and Nonmarket Strategies for Success, co-edited with Vinod K. Aggarwal, (Palgrave, 2002).
- Small Firm Dynamism in East Asia, co-edited with Farrukh Iqbal, (Kluwer Academic, 2002).
- （阿部一知）　『中国のWTO加盟と日中韓貿易の将来――3国シンクタンクの共同研究』（日本経済評論社, 2002年）
- （日本経済研究センター）　『日本のFTA（自由貿易協定）戦略――「新たな開国」が競争力を生む』（日本経済新聞社, 2002年）
- Competitiveness, FDI and Technological Activity in East Asia, co-edited with Sanjaya Lall, (E. Elgar, 2003).
- （阿部一知）　『日中韓直接投資の進展――3国シンクタンクの共同研究』（日本経済評論社, 2003年）
- （V・K・アガワル）　『アジアにおける日本企業の成功物語――市場戦略と非市場戦略の分析』（早稲田大学出版部, 2004年）
- （日本経済研究センター）　『アジアFTA（自由貿易協定）の時代』（日本経済新聞社, 2004年）
- （馬田啓一・木村福成）　『日本の新通商戦略――WTOとFTAへの対応』（文眞堂, 2005年）
- Multinationals and Economic Growth in East Asia: Foreign Direct Investment, Corporate Strategies and National Economic Development, co-edited with Chia Siow Yue and Fukunari Kimura, (Routledge, 2006).
- Bilateral Trade Agreements in the Asia-Pacific: Origins, Evolution, and Implications, co-edited with Vinod K. Aggarwal, (Routledge, 2006).
- （深川由起子）　『東アジア共同体の構築（2）経済共同体への展望』（岩波書店, 2007年）
- （阿部一知・総合研究開発機構）　『日中韓FTA――その意義と課題』（日本経済評論社, 2008年）
- （財務省財務総合政策研究所）　『グローバル化と日本経済』（勁草書房, 2009年）
- （日本経済研究センター）　『アジア太平洋巨大市場戦略 : 日本はAPECをどう生かせるか 』（日本経済新聞出版社, 2009年）
- （小島眞・日本経済研究センター）　『インド成長ビジネス地図』 （日本経済新聞出版社, 2010年）
- （Vinod K. Aggarwal ・浦田秀次郎(編著・監訳)）　『ＦＴＡの政治経済分析 ― アジア太平洋地域の二国間貿易主義』　（文眞堂, 2010年）
- （馬田啓一・木村福成）　『日本通商政策論 ― 自由貿易体制と日本の通商課題』 （文眞堂, 2011年）

### 訳書
- ポール・クルーグマン, M・オブズフェルド 『国際経済――理論と政策（1）国際貿易』（新世社, 1990年）